# Morde e Assopra (programa de rádio)
Morde e Assopra é um programa de rádio apresentado por Domenico Gatto e transmitido pela Energia 97.

## Histórico
Estreou em 2000 com o nome de "Energy Hits", que tocava as músicas mais pedidas e entre elas quadros de humor, participações de ouvintes e piadas contadas pelo personagem Palhacinho (Silvio Ribeiro). Quem auxiliava Domenico Gatto era a personagem Sobrinha. Em 2002 o programa passou a ter a participação de Chinês (Gilberto Rodriguez, que faz o personagem 'Portuga' no Estádio 97), mas saiu no mesmo ano. Sobrinha também deixou a atração em 2002. Dimy Soler e Adriano Pagani, DJ's da rádio, faziam participações eventuais.
De 2003 a 2006 somente Domenico e Palhaço continuam no programa, que deixa de ter um nome, sendo chamado apenas de "Show do Palhaço" ou "Palhacinho". Em 2005 entra o humorista Rogério Morgado, com o personagem Epifanho, ficando até 2009.
Em 2009 o humorista Bernardo Veloso, que até então somente escrevia quadros e esquetes de humor, passa a integrar o elenco fixo. Dois anos depois o locutor Fábio Leonel entra no programa com o personagem Orelhinha.
O programa venceu o Prêmio APCA em 2011, com a formação: Domenico, Palhaço, Bernardo e Orelhinha. Venceu o prêmio novamente em 2019, já com o novo nome.
Em 2013 outro locutor da rádio, Flávio Bressane, entra com o personagem Palito Meirelles. Flávio e Fábio saem em 2014.
De 2014 a 2016 o programa se mantém com o mesmo formato: músicas, ouvintes e quadros de humor. O formato muda em junho de 2016, com menos músicas e maior espaço para entrevistas e especialistas, dentre eles o professor Efrem Pedroza (cultura pop, filmes e seriados), a doutora Rose Villela (psicologia, dúvidas comportamentais e sexuais) e o produtor musical Hélio Leite Cosmo (cenário musical e o talent show Energia Me Ouve).
A partir de 2017, o programa (que não tinha um nome definido), passa a se chamar Morde e Assopra, o mesmo nome de uma telenovela produzida e exibida pela Rede Globo em 2011. Passam a integrar o radio show a estudante Marina Ehmke (de 2016 a 2017), Zezinho Constantino (filho do dono da emissora, José Constantino, de 2018 a 2019; a partir de 2019 o próprio mandatário da rádio integraria o elenco), Dri Barros e Marcos Aguena, o Japa (ex-Pânico, a partir de 2019, saindo da emissora em 2022). Em 2020 o reverendo Lucas também começou a ser integrante do programa. A então recepcionista Tamiris Felix se juntou à bancada do programa em 2021. O repórter esportivo André Ranieri, que já participava das transmissões de futebol na rádio, integrou a equipe do Morde em 2023.
Várias personalidades já foram entrevistadas, como Danilo Gentili, Ceará, Fábio Porchat, Suzy Rêgo, Supla, Samuel Rosa, Mano Brown, entre outras.